# آرشیدوک یوهان اتریش
آرشیدوک یوهان اتریش (آلمانی: Erzherzog Johann von Österreich، زاده ۲۰ ژانویهٔ ۱۷۸۲ – درگذشته ۱۱ مهٔ ۱۸۵۹) یکی از اعضای خاندان هابسبورگ-لورن وفیلد مارشال امپراتوری اتریش بود که به‌عنوان نایب‌السطلنه در امپراتوری کوتاه مدت آلمان در ۱۸۴۸ تا ۱۸۴۹ در زمان انقلاب خدمت نمود. وی پسر لئوپولت دوم، امپراتور مقدس روم بود.